# Brakel

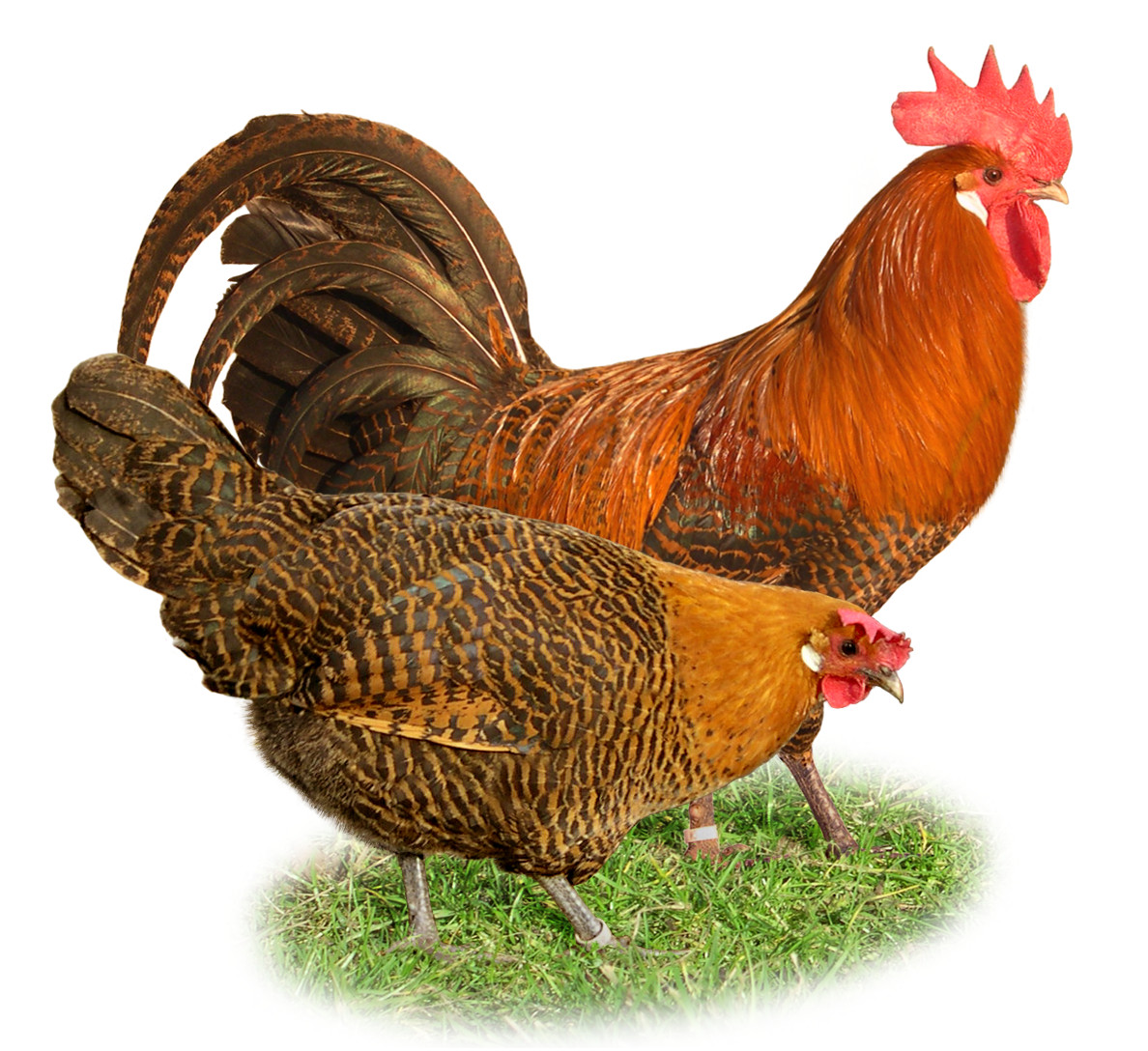
Brakel

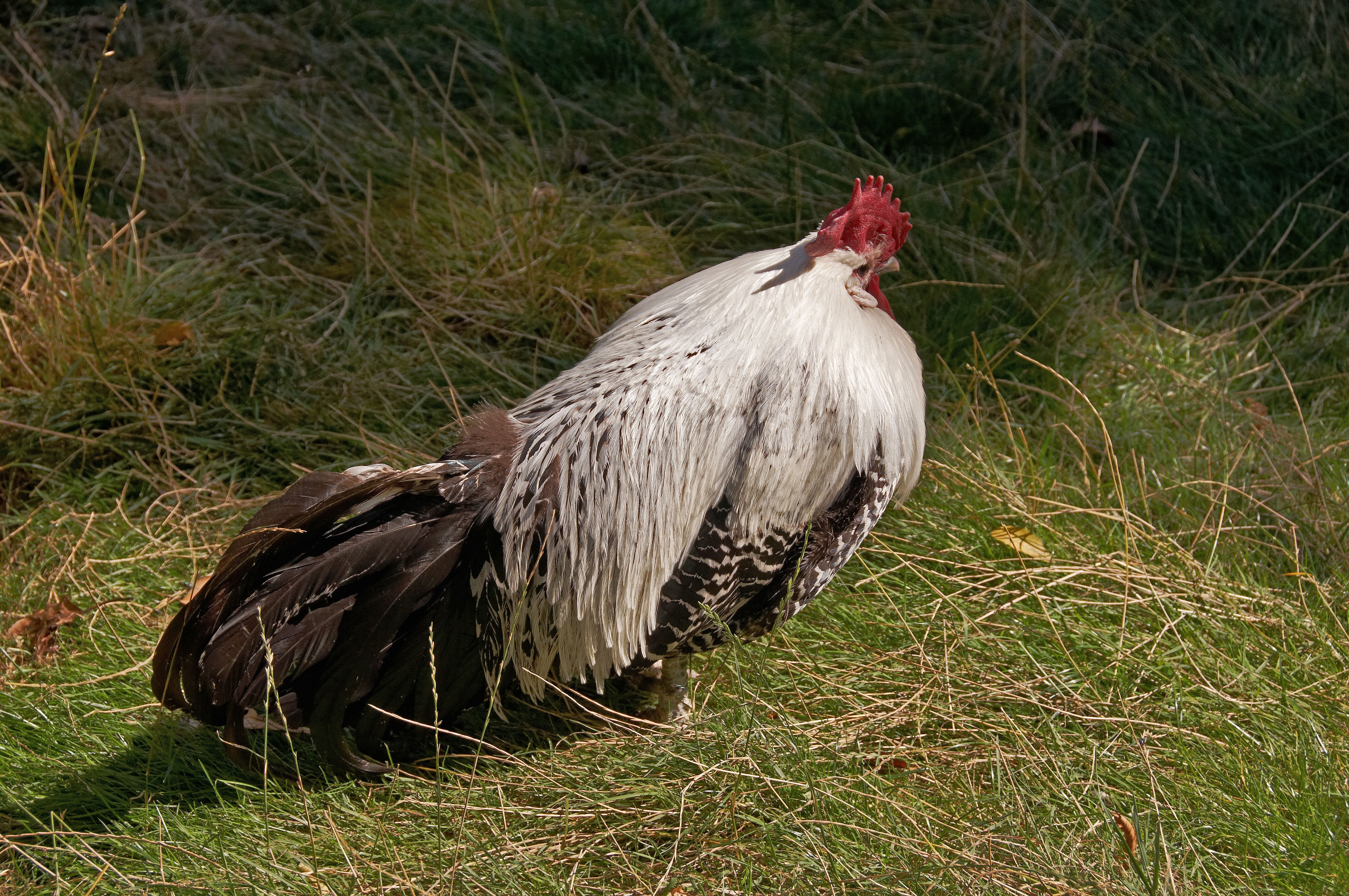
Brakel

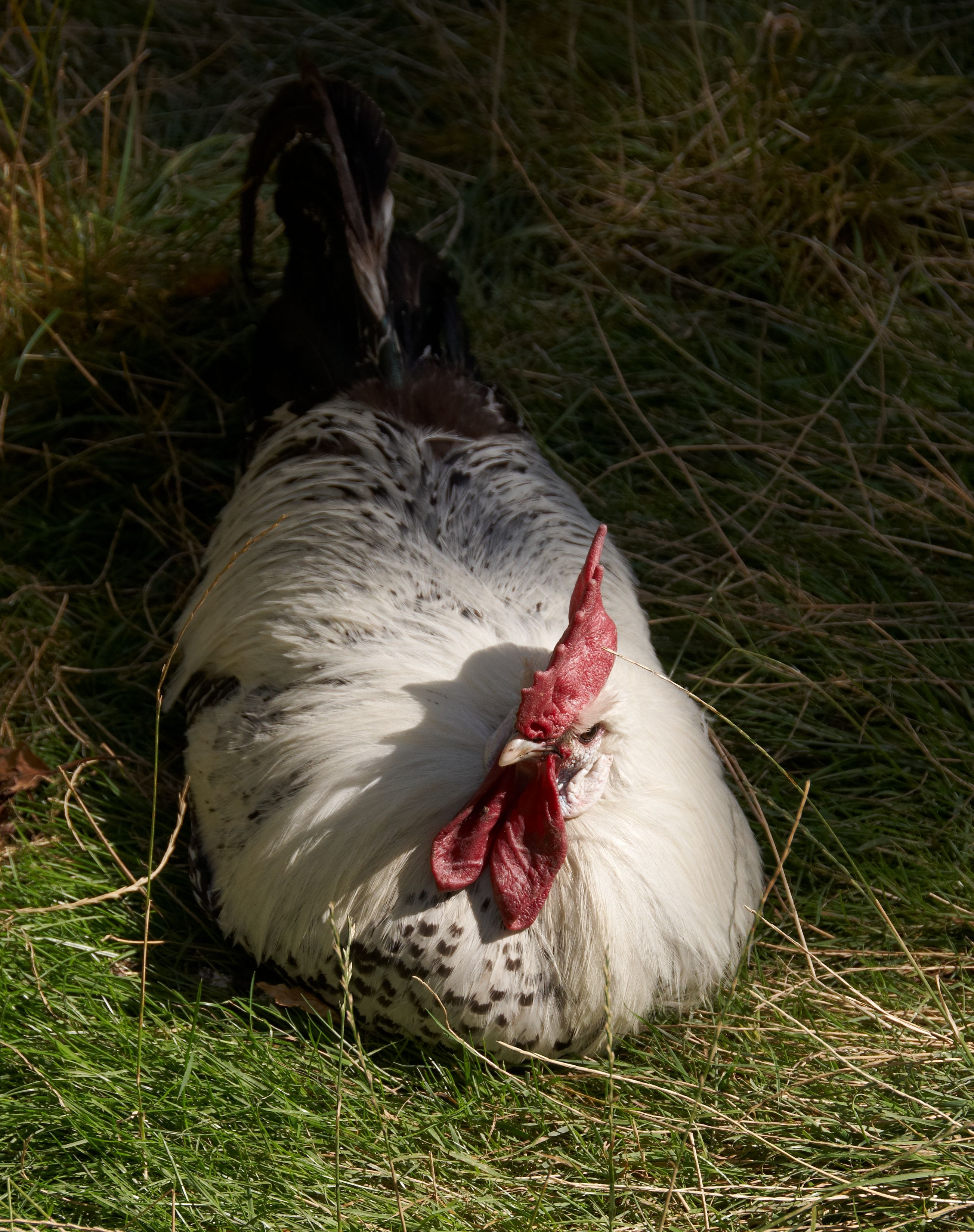
Brakel

A brakel egy régi belga tanyasi tyúkfajta.

## Fajtatörténet
A belga Mezőgazdasági Minisztérium 1891-ben a második legnépszerűbb fajtává nevezte ki a Campinerek mellett és kiváló tojáshozamúnak mutatta be. 1895-ben a híres tyúkfajta tenyésztő Arthur Wulf szerezte be az első brakel tenyésztojásokat Németországban. Már 1898-ban alapítottak brakel tenyésztőegyesületet. 1900 után Breuer rektor állt ki a fajta mellett és próbálta népszerűsíteni, elterjeszteni. Ezután több brakel tenyésztő klub is alakult, majd később egybeolvadtak. 

## Fajtabélyegek, színváltozatok
Hát enyhén lejt, vállban széles. Farktollak jól fejlettek, telt. Melltájék széles, mély, húsos. Szárnyak testhez állóak, hosszúak. Fej közepes nagyságú, széles, enyhén lapított. Arca piros, szemek sötétbarnák. Csőr nem túl erős, kék színű, vége szarv színű. Taraj egyszerű, közepesen hosszú, 5-6 fogazattal. Füllebenye közepes méretű, kékesfehér. Nyak közepes nagyságú. Csüd finom csontozatú, palakék színű, fehér karmokkal. 
Színváltozatok: Ezüst, arany. Régen több színben is léteztek, ma többnyire ebben a két színben elismertek. 
Fotók:
- Christian Lamegger brakel tyúkjai
- ...itt is.

## Tulajdonságok
Tanyasi tyúkfajták között szép, elegáns fajta. Kotlási hajlama meglehetősen kicsi, más fajtákkal vagy mesterségesen kell keltetni a tojásokat. 
| Általános tulajdonságok: | Általános tulajdonságok:              |
| ------------------------ | ------------------------------------- |
| Súlya                    | kakas 2,2 - 2,7 kg, tojó 1,8 - 2,3 kg |
| Gyűrűmérete              | kakas 18, tojó 16                     |
| Tenyésztojás tömege      | 55 g                                  |
| Tojáshéj színe           | fehér                                 |
| Éves tojáshozama         | 180 db                                |